# 冪対象
数学、特に圏論における指数対象（しすうたいしょう、英: exponential object）は、集合論における配置集合に相当する、圏論的な対象である。指数対象は配置対象（map object; 写像対象）や冪対象（べきたいしょう、英: power object）とも呼ばれるが、「冪対象」という呼称は、トポス理論において（本項で言うのとは異なり）、冪集合を一般化した概念を表すために用いられるため文脈に注意すべきである。
任意の有限積と指数対象を持つ圏はデカルト閉圏と呼ばれ、理論計算機科学への応用などの観点から重要視されている。

## 定義
C は二項積を持つ圏とし、Y, Z は C の対象とする。指数対象 ZY は関手 – × Y から Z への普遍射として定義することができる。ここで、 – × Y は C から C への関手であって対象 X を X × Y へ写し、射 φ を φ × idY へ写すようなものである。
以上の定義は次のようにして述べることもできる。評価射
{\displaystyle \operatorname {eval} \colon (Z^{Y}\times Y)\to Z}
を伴う対象 ZY が指数対象であるとは、任意の対象 X と射 g: X × Y → Z に対し、射
{\displaystyle \lambda g\colon X\to Z^{Y}}

で次の図式 
 を可換とするものが一意的に存在するときに言う。ここに現れる射 λg を g のカリー化あるいは転置などという。C の各対象 Z に対して指数対象 ZY が存在するならば、Z を ZY へ写す関手は、関手 – × Y の右随伴となる。この場合、射集合の間の自然な全単射
{\displaystyle \operatorname {Hom} _{\mathbf {C} }(X\times Y,Z)\cong \operatorname {Hom} _{\mathbf {C} }(X,Z^{Y})}
が取れる。射 g と λg は互いに「指数随伴」(exponential adjoints) であるともいう。

### 理論計算機科学における概念との対応
以上の諸概念は、理論計算機科学における計算手続きの抽象化に重要な役割を果たす。データ型 Y と Z に対し、ZY は Y の型のデータを入力とし、Z の型のデータを出力とするような計算手続きの型を表していると考えることができる。このとき、eval: ZY × Y → Z とは個々の計算手続きと入力データに対して出力データを計算する手続きであると解釈することができる。また、射 g: X × Y → Z に対して λg: X → ZY を考えるということは、g が表していた複数の入力を取る計算手続きに対してカリー化を行うということに対応している。したがって、g = eval(λg × idY) という等式はカリー化された手続きと元の手続きとの関係を表していることになる。
計算機科学やそれに関係した文脈では、これらの概念を以下のように異なった記号や用語で表すことに注意する必要がある。指数対象は [Y → Z] で表し、λg は curry(g) などによって、また、eval は apply（適用）という用語を用いる。これらの記号が用いられた理由はコンピュータスクリーン上の組版の制約のためであったり、ラムダ計算との記号の重複を避けるためであったりということである。

## 例
集合の圏における指数対象 ZY は Y から Z への写像全体の成す集合（配置集合）として与えられる。射 eval: ZY × Y → Z は、順序対 (f, y) を f(y) へ写す評価写像 (evaluation) に他ならない。任意の射 g:X × Y → Z に対して、射 λg: X → ZY は g のカリー化
{\displaystyle \lambda g(x)(y)=g(x,y)}
によって与えられる。
順序圏としてのハイティング代数における指数対象 ZY は相対擬補元 Y → Z に他ならない。前述の随伴は
{\displaystyle X\wedge Y\leq Z\iff X\leq Y\to Z}
と対応する。束論も参照のこと。
位相空間の圏における指数対象 ZY は Y が局所コンパクトハウスドルフ空間であれば存在する。この場合、空間 ZY は Y から Z への連続写像全体の成す集合にコンパクト開位相を入れたものとして与えられる。評価射に関しては集合の圏のときと同様である。Y が局所コンパクトハウスドルフでないならば、指数対象は存在しない（空間 ZY 自体は存在するのだが、評価射が連続とは限らないために指数対象になれないのである）。このことから、位相空間の圏はデカルト閉でないことが従う。そこで、局所コンパクト位相空間の圏を考えたとしても、Z と Y が局所コンパクトでも空間 ZY は必ずしも局所コンパクトではないから、やはりデカルト閉圏にはならない。